# ワールド・アトランティック航空
ワールド・アトランティック航空（ワールド・アトランティックこうくう、英語: World Atantic Airlines）は、チャーター機等を運航するカリビアン・サン航空 Incのブランド名である 。本社をフロリダ州ヴァージニア・ガーデンズにおいている。

## 歴史
ワールド・アトランティック航空は、2002年9月にカリビアン・サン航空として設立された。

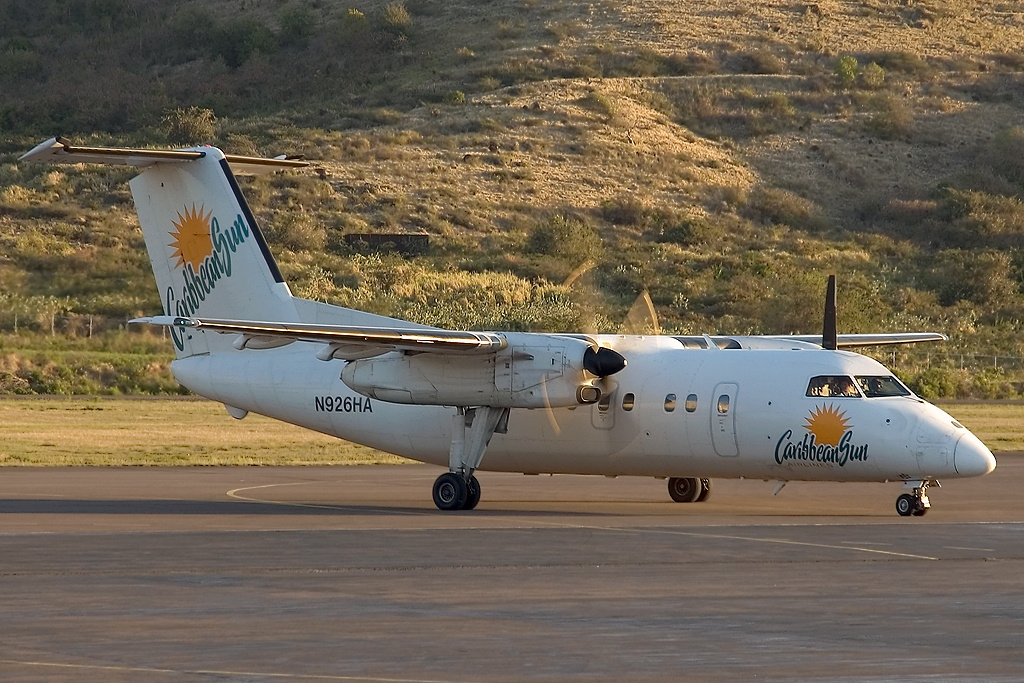
カリビアン・サン航空のDHC-8-100

2003年1月より、ボンバルディア DHC-8-100を使用して、運航を開始した。
2007年1月9日に、カリビアン・サン航空は月末までに運航停止をすると発表した。
カリビアン・サン航空が、トーマス・ロミオに売却され、新しいブランド名として、2010年8月にワールド・アトランティック航空の商標を申請し、2010年9月にと認定された。

## 機材
2018年4月時点で、ワールド・アトランティック航空は以下の航空機を保有している。

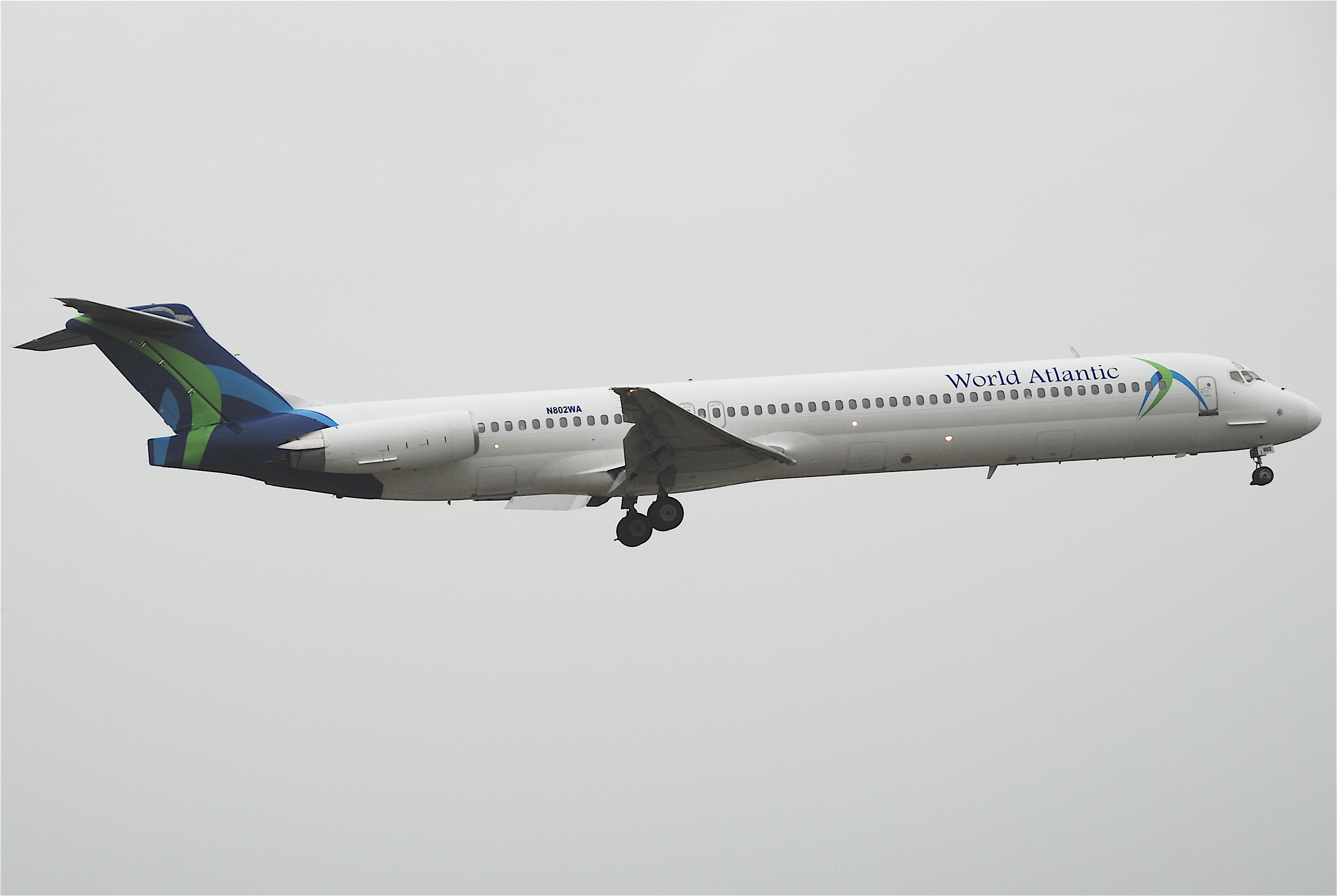
マクドネル・ダグラス MD-82

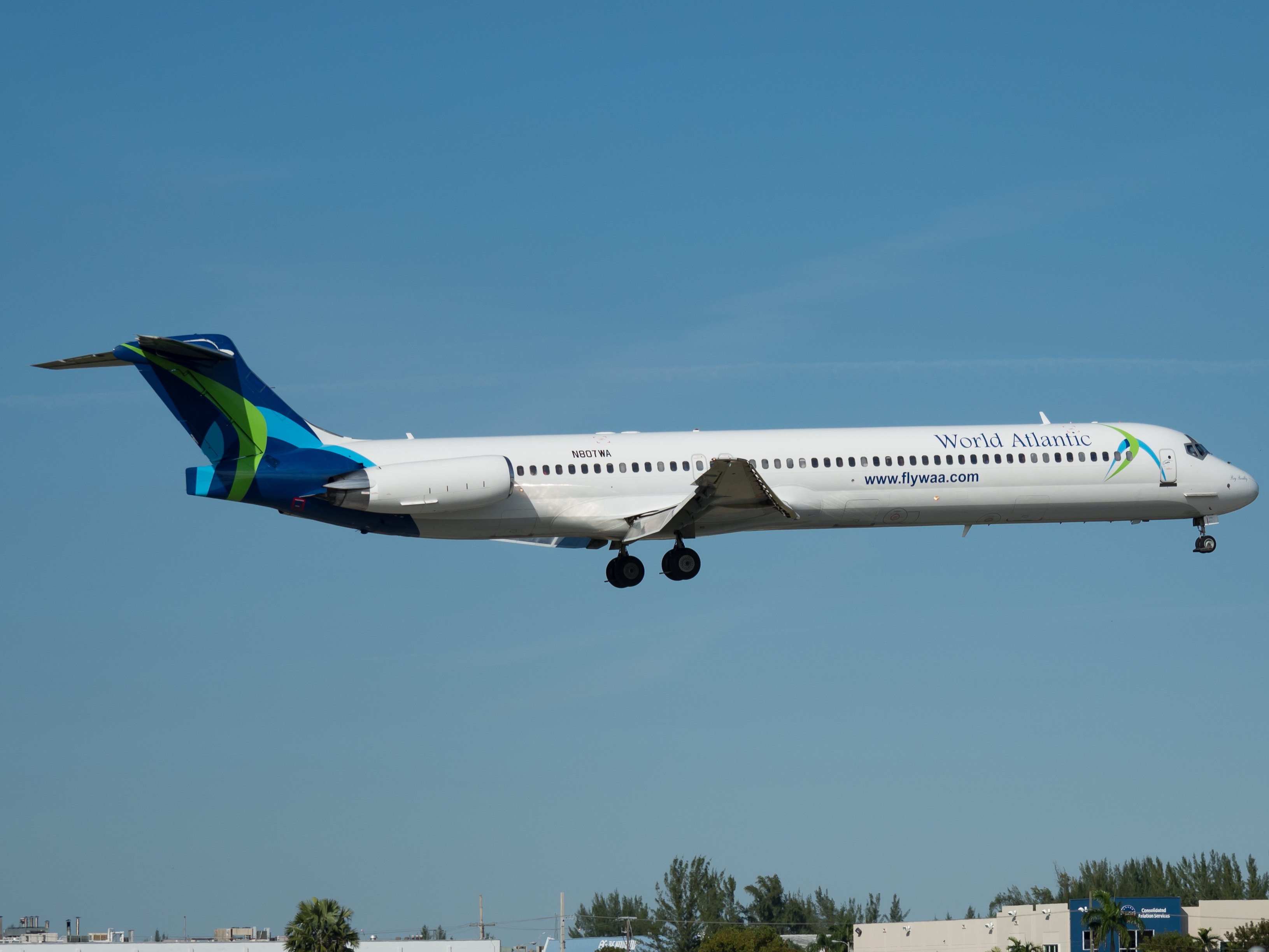
マクドネル・ダグラス MD-83

| 機種                       | 保有数 | 発注 | 定員 | 定員 | 定員 | 備考 |
| 機種                       | 保有数 | 発注 | F    | Y    | 合計 | 備考 |
| -------------------------- | ------ | ---- | ---- | ---- | ---- | ---- |
| マクドネル・ダグラス MD-82 | 1      | —    | 8    | 142  | 150  |      |
| マクドネル・ダグラス MD-83 | 7      | —    | 12   | 134  | 146  |      |
| マクドネル・ダグラス MD-83 | 7      | —    | 2    | 149  | 151  |      |
| マクドネル・ダグラス MD-83 | 7      | —    | —    | 151  | 151  |      |
| マクドネル・ダグラス MD-83 | 7      | —    | 8    | 144  | 152  |      |
| マクドネル・ダグラス MD-83 | 7      | —    | 8    | 147  | 155  |      |
| マクドネル・ダグラス MD-83 | 7      | —    | —    | 155  | 155  |      |
| Total                      | 8      | —    |      |      |      |      |

## 航空事故
2018年4月20日、シカゴ・オヘア国際空港発en:Alexandria International Airport (Louisiana)行の708便（マクドネル・ダグラス MD-83、N807WA）が、アレクサンドリア国際空港への着陸時に、右主脚が壊れ、右翼が地面に接触した。乗客101人に怪我はなかった。